# Paris by Night (film)
Pour les articles homonymes, voir Paris by Night.
Pour plus de détails, voir Fiche technique et Distribution.
Paris by Night est un film britannique réalisé par David Hare et sorti en 1988.

## Synopsis
Une personnalité politique britannique, de passage à Paris, se retrouve impliquée dans un meurtre.

## Fiche technique
- Réalisation : David Hare
- Scénario : David Hare
- Production : British Screen Productions, Film Four International, Zenith Entertainment
- Image : Roger Pratt
- Gaffer : Jacques Touillaud
- Best Boy : Jérôme Touillaud
- Musique : Georges Delerue
- Montage : George Akers
- Pays de production :  Royaume-Uni
- Durée : 103 minutes
- Dates de sortie 
  - en salles: 1988
  - en DVD : 2007

## Distribution
- Charlotte Rampling : Clara Paige
- Michael Gambon : Gerald Paige
- Iain Glen : Wallace Sharp
- Robert Hardy : Adam Gillvray
- Jane Asher : Pauline
- Niamh Cusack : Jenny Swanton
- Linda Bassett : Janet Swanton
- Louba Guertchikoff